# Histoire de l'Arabie du Sud durant la Première Guerre mondiale

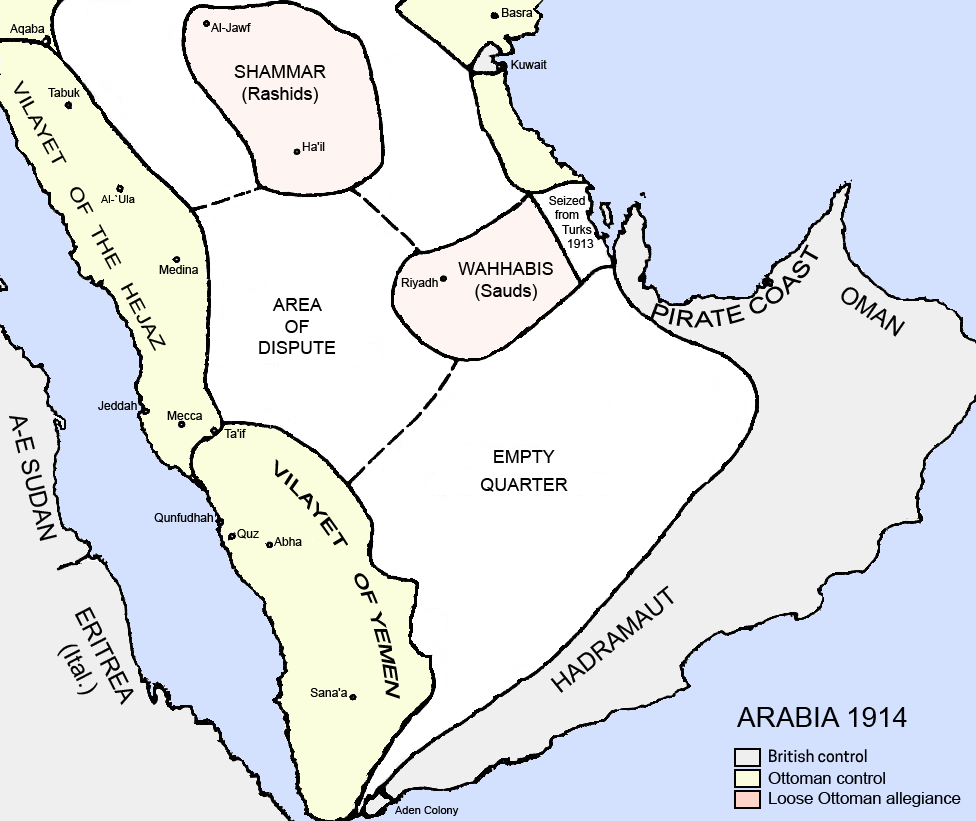
La péninsule arabique, dont le Vilayet du Yémen, en 1914.

Pendant la Première Guerre mondiale, des affrontements opposent le Royaume-Uni, maître de la route des Indes et qui exerce son autorité sur le protectorat d'Aden, à l'Empire ottoman qui tient le reste du Yémen, chacun cherchant des alliés parmi les tribus de la péninsule arabique.

## Une souveraineté ottomane précaire
Au cours du XIXe siècle, l'Empire ottoman a rétabli sa souveraineté sur le Yémen, devenu le vilayet du Yémen, mais a dû accepter l'autonomie de la principauté des Zaïdites (une branche du chiisme) dans le nord du pays, gouvernée depuis 1904 par l'imam Yahya Muhammad Hamid ed-Din. L'émir Mohammed Al-Idrissi, dans l'Asir (littoral de la mer Rouge), s'est aussi assuré une large autonomie ; il favorise le salafisme sunnite. Pendant la guerre italo-turque de 1911-1912, le pays est soumis à un blocus italien auquel succédera, en 1914, un blocus britannique. La garnison ottomane, mal ravitaillée, subsiste souvent par la corruption et le vol ; elle apparaît cependant comme un moindre mal par rapport à la colonisation européenne et aux violences tribales.

## Débarquement britannique à Cheikh Saïd

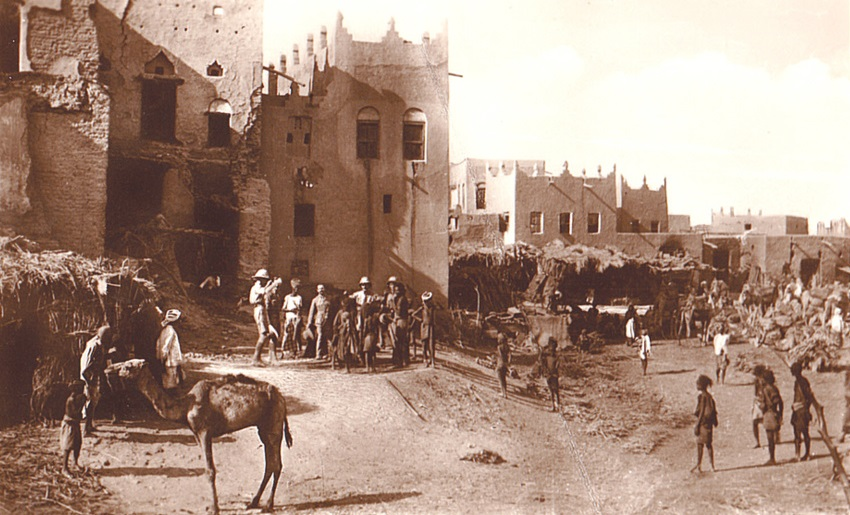
Marché de Lahej vers 1910

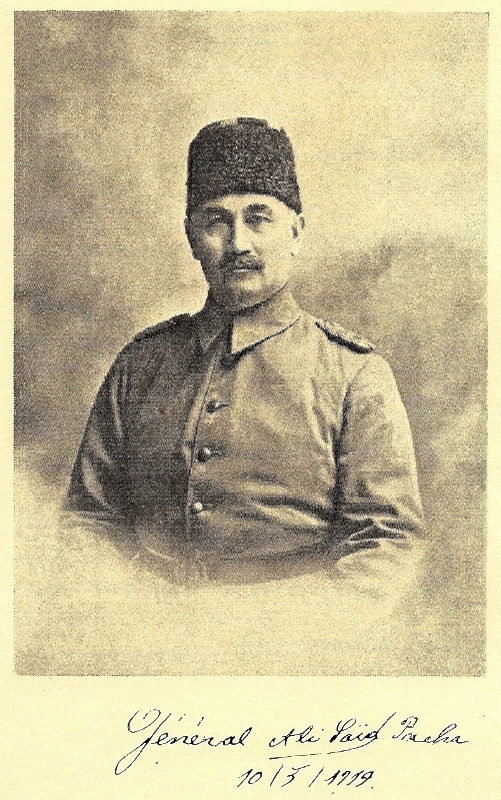
Ali Saïd Pacha, commandant de la garnison ottomane de Ta'izz.

La 29th Indian Brigade (en), unité de l'armée britannique des Indes venant de l'Inde pour participer à la défense du canal de Suez contre l'offensive ottomane, reçoit l'ordre d'occuper la péninsule de Cheikh Saïd et d'en déloger une force ottomane qui menaçait le protectorat d'Aden. Les forces indo-britanniques débarquent le 10 novembre 1914. La garnison ottomane doit évacuer le fort en abandonnant son artillerie. La brigade indo-britannique se rembarque ensuite pour Suez et le fort reste inoccupé. Le 30 avril 1915, l'émir d'Asir signe un traité d'amitié avec les Britanniques. En mai 1915, cependant, les Ottomans se réinstallent à Cheikh Saïd et tentent, sans succès, de débarquer dans l'île de Perim.

## Bataille de Lahej
En juillet 1915, une force ottomane de plusieurs milliers d'hommes avec 20 canons traverse la frontière du protectorat et marche sur Lahej (Lahij), petit sultanat allié des Britanniques sous la dynastie des al-Abdali. Le général D. S. L. Shaw, commandant de la Brigade d'Aden (en), envoie une colonne de méharistes pour soutenir la petite armée de la principauté. La marche des Britanniques est retardée par la difficulté du ravitaillement en eau. Ils se trouvent encerclés par le corps ottoman, supérieur en artillerie et renforcé par plusieurs tribus bédouines. Le sultan de Lahej est tué et les Britanniques doivent se retirer le 5 juillet.

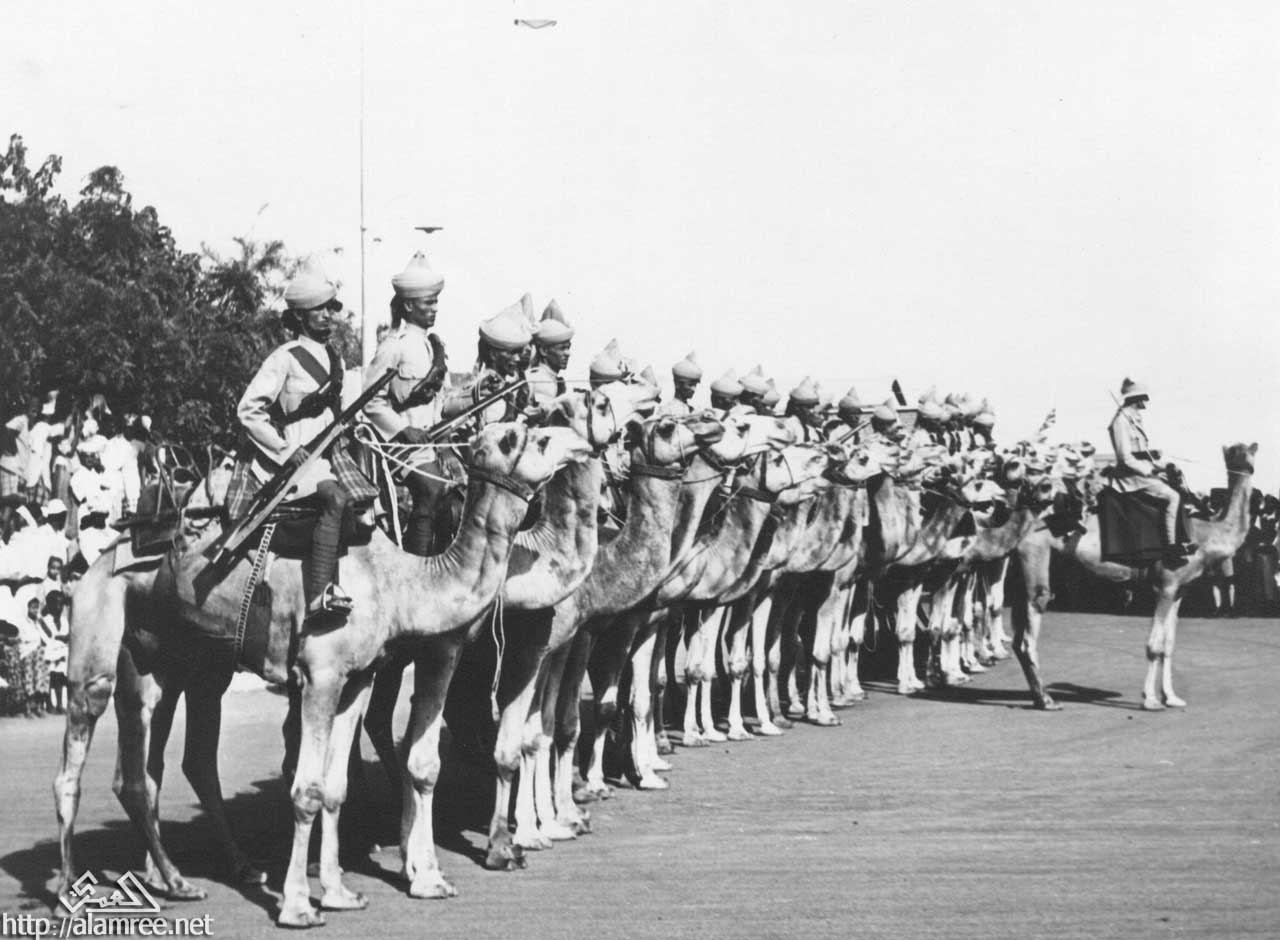
Unité méhariste indo-britannique à Aden vers 1930

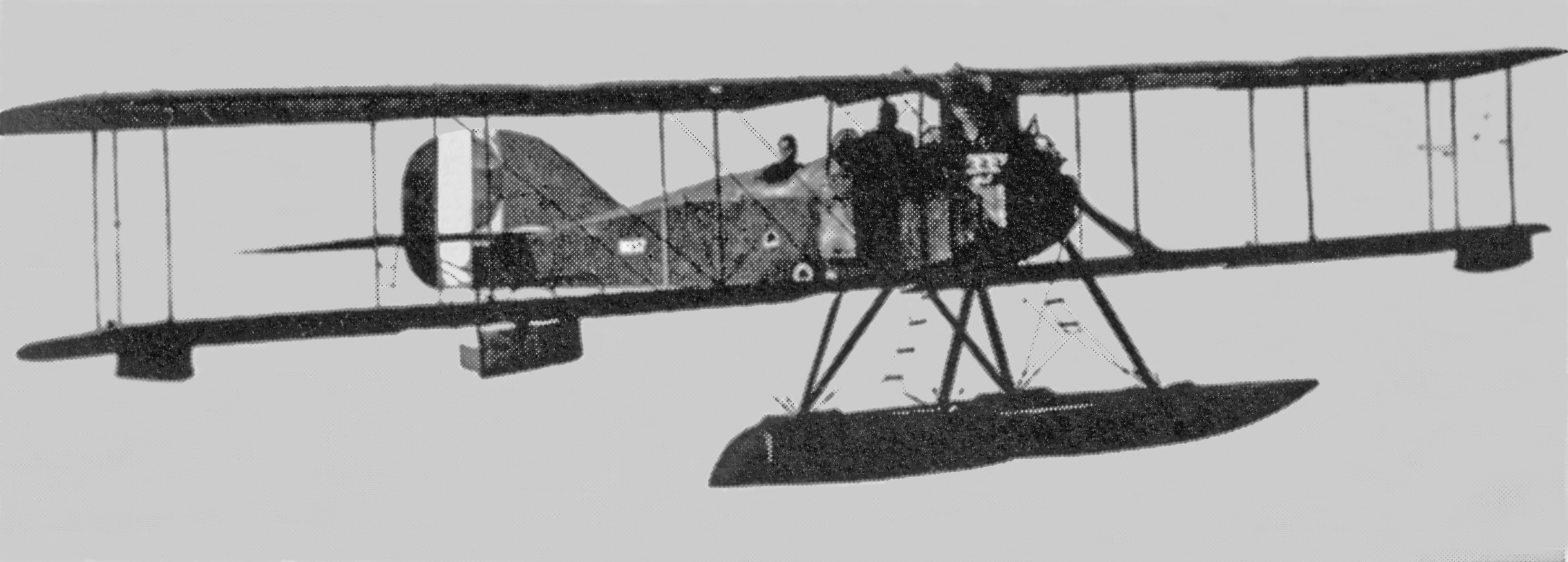
Hydravion Short 184 utilisé comme torpilleur et ravitailleur

## Bataille de Shaikh Othman
Après leur victoire de Lahej, les Ottomans avancent jusqu'à Shaikh Othman, un village à quelques kilomètres d'Aden. Les Britanniques reçoivent des renforts de l'Inde et le général George John Younghusband prend le commandement de la Brigade d'Aden. Le 20 juillet 1915, les Britanniques attaquent par surprise et obligent les Ottomans à battre en retraite en laissant plusieurs centaines de prisonniers, principalement des hommes des tribus arabes.

## Suite de la campagne

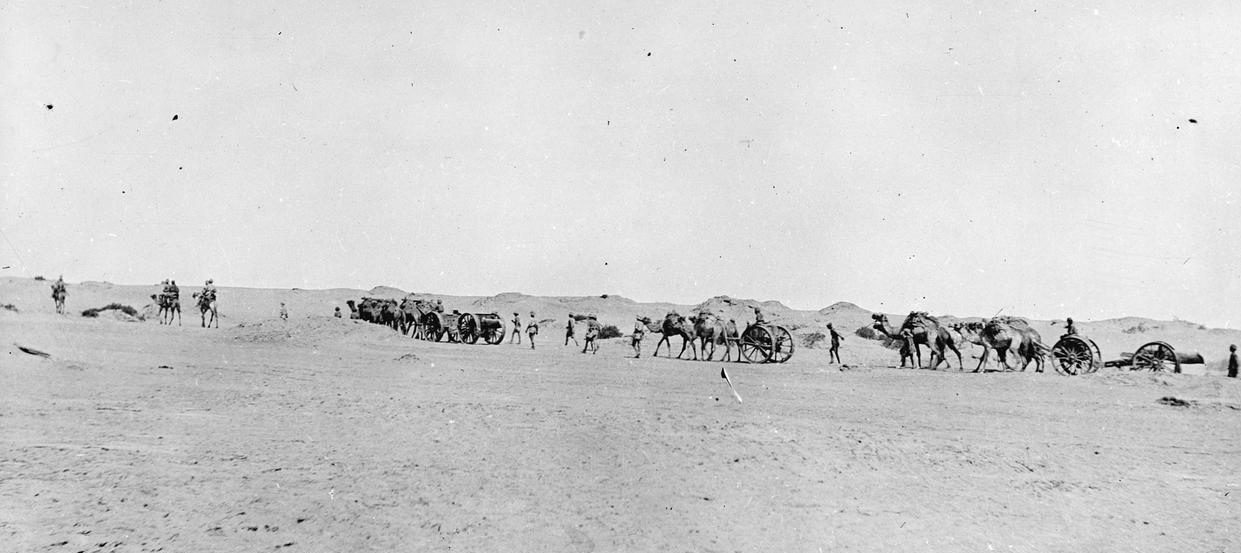
Batterie britannique de canons BLC de 15 livres, 1918,

En septembre 1915, la Brigade d'Aden prend aux Ottomans le petit fort de Waht, sur la route d'Aden à Lahej.
En janvier 1916, une colonne britannique remporte encore une victoire mineure sur les Ottomans à Subar près de Sanaa.
À partir de juillet 1916, les Ottomans sont menacés sur leurs arrières par la révolte arabe du Hedjaz encouragée par les Britanniques. Cela met pratiquement fin aux opérations au Yémen, les forces indo-britanniques se repliant sur un périmètre défensif autour d'Aden. Le port reste cependant une base navale et envoie un navire transport d'hydravions, le HMS Ben-my-Chree (en), pour soutenir les insurgés arabes.
En 1917, la situation économique et alimentaire du Yémen se détériore ; selon un auteur local, la garnison ottomane vit d'exactions et les Yéménites en sont réduits à manger des racines et vendre leurs enfants.
L'armistice de Moudros, conclu le 30 octobre 1918 entre le sultan ottoman et les Britanniques, met fin aux hostilités. Les Ottomans concluent un accord avec l'émir d'Asir et lui remettent une partie de leur armement. Quelques semaines plus tard, les troupes ottomanes du général Ali Saïd Pacha, basées dans la région de Taïz, sont évacuées par mer en passant par Aden en même temps que les troupes indo-britanniques victorieuses.
Par le traité de Sèvres, signé le 10 août 1920, le royaume du Yémen devient indépendant, le protectorat d'Aden restant sous tutelle britannique.

## Fiction
Bande dessinée : Au nom d'Allah le miséricordieux, dans l'album Les Éthiopiques d'Hugo Pratt (1978). Cet épisode des aventures de Corto Maltese le met en scène en 1918 dans un affrontement à Fort Turban, localité imaginaire d'Arabie du Sud, entre la garnison ottomane et un groupe d'aventuriers.

### Sources et bibliographie
- (en) Cet article est partiellement ou en totalité issu de l’article de Wikipédia en anglais intitulé « South Arabia during World War I » (voir la liste des auteurs) dans sa version du 7 juin 2016.
- « Juliette Honvault, Mise en place d’un nouvel ordre hachémite au Yémen, Orient XXI, 27 janvier 2016 »